# Standing in the Way of Control
Standing in the Way of Control est le troisième album du groupe américain Gossip, sorti en 2006. La production de l'album, par le guitariste de Fugazi Guy Picciotto au sein du studio (le Seattle's Bear Creek) dans lequel Lionel Richie enregistra « Dancing on the Ceiling », est significative de la nouvelle direction prise par le groupe sur cet album. Les guitares bruitistes et les mélodies punks brutes typiques de leurs premières années d'existence font place dans cet opus à un rock beaucoup plus propre, aux influences disco. Composé de dix titres, il comporte dans certains pays une chanson bonus, la chanson Standing in the Way of Control remixée par Le Tigre.

## Liste des chansons
| No  | Titre                          | Durée |
| --- | ------------------------------ | ----- |
| 1.  | Fire With Fire                 | 2:49  |
| 2.  | Standing in the Way of Control | 4:16  |
| 3.  | Jealous Girls                  | 3:39  |
| 4.  | Coal to Diamonds               | 4:00  |
| 5.  | Eyes Open                      | 2:10  |
| 6.  | Yr Mangled Heart               | 4:22  |
| 7.  | Listen Up!                     | 4:18  |
| 8.  | Holy Water                     | 2:43  |
| 9.  | Keeping You Alive              | 3:47  |
| 10. | Dark Lines                     | 3:27  |